# Pseudanthessius limatus
Pseudanthessius limatus är en kräftdjursart som beskrevs av Humes 1978. Pseudanthessius limatus ingår i släktet Pseudanthessius och familjen Pseudanthessiidae. Inga underarter finns listade i Catalogue of Life.